# Ana Caldas
Ana González de Caldas Muñoz más conocida como Ana Caldas, (Sevilla, 1985) es una actriz española.

## Biografía
Es hija del expresidente del Sevilla FC, José María González de Caldas. Desde niña tenía claro que lo suyo era la interpretación.

## Carrera
Inició su carrera como actriz en el mundo del teatro. Su primer papel para televisión llegó en el 2007 con la serie El porvenir es largo (TVE). Llegaron después otros personajes en series como Cazadores de hombres (Antena 3), Bicho malo (nunca muere) (Neox), La pecera de Eva (Telecinco), Homicidios (Telecinco), Las aventuras del Capitán Alatriste (Telecinco), Sin identidad (Antena 3) entre otras. Tras dar vida a Carmina Ordóñez en la serie Carmina, estrena en 2013 su primera película Afterparty. También ha colaborado en videoclips de artistas como Alex O'Dogherty y la Bizarreria,Pablo Alborán en Pasos de cero o Ángel 
Capel en "Sin ti me muero".
En 2017 protagoniza la miniserie Todos queríamos matar al presidente (Amazon Prime Video) por la que recibe el premio a mejor actriz en el festival Ficticia y nominaciones a mejor interpretación protagonista en los festivales Die Seriale, Bilbao Seriesland y Rome Web Awards.

## Filmografía

### Televisión
| Año       | Título                              | Personaje             | Canal              |
| --------- | ----------------------------------- | --------------------- | ------------------ |
| 2007      | El porvenir es largo                |                       | TVE                |
| 2008      | Cazadores de hombres                |                       | Antena 3           |
| 2009      | Bicho malo (nunca muere)            | Susi                  | Neox               |
| 2011      | Homicidios                          |                       | Telecinco          |
| 2012      | Carmina                             | Carmina Ordóñez joven | Telecinco          |
| 2012      | SubUrbania                          | Andrea                |                    |
| 2013      | Malviviendo                         |                       | YouTube            |
| 2014      | Sin vida propia                     |                       | YouTube            |
| 2014      | Sin identidad                       |                       | Antena 3           |
| 2015      | Las aventuras del Capitán Alatriste |                       | Telecinco          |
| 2017      | El acabose                          |                       | La 1               |
| 2017      | Todos queríamos matar al presidente | Rosana                | Amazon Prime Video |
| 2017      | Dorien                              | Corredora             |                    |
| 2017-2019 | Centro médico                       | Dra. Rocío Jiménez    | TVE                |
| 2018      | La catedral del mar                 |                       | Antena 3 Netfilx   |

### Cine
| Año  | Título               | Personaje | Director       | Notas        |
| ---- | -------------------- | --------- | -------------- | ------------ |
| 2013 | Afterparty           | Alex      | Miguel Larraya |              |
| 2018 | Será nuestro secreto |           | Ana Caldas     | Cortometraje |

## Premios y reconocimientos
- Mejor actriz de reparto en el Los Angeles Web Fest por Sin Vida Propia.
- Mejor elenco en los Rome Web Awards por Todos queríamos matar al presidente.
- Nominación a Mejor Actriz protagonista en el festival de Series de Bilbao - Bilbao Seriesland por Todos queríamos matar al presidente.
- Nominación a Mejor Actriz en Die Seriale (2018) por Todos queríamos matar al presidente.
- Mejor actriz de serie independiente en el Festival Ficticia 2018 por Todos queríamos matar al presidente.